# Balham Valley
Das Balham Valley ist ein eisfreies Tal zwischen der Insel Range und den Apocalypse Peaks im antarktischen Viktorialand. 
Benannt wurde es anlässlich der Victoria University’s Antarctic Expeditions (1958–1959) nach Ronald (Ron) Walter Balham (1921–1999), einem Biologen bei der Commonwealth Trans-Antarctic Expedition (1955–1958), der in diesem Gebiet erstmals Untersuchungen zur Süßwasserbiologie durchgeführt hatte.